# NGC 7259
NGC 7259 (другие обозначения — PGC 68718, ESO 467-50, MCG -5-52-69, AM 2220-291) — спиральная галактика (Sb) в созвездии Южная Рыба.
Этот объект входит в число перечисленных в оригинальной редакции «Нового общего каталога».
В 2009 году в NGC 7259 была обнаружена яркая голубая переменная звезда, которую изначально восприняли как вспышку сверхновой SN 2009ip.